# 1923 en Norvège
Chronologie de la Norvège
- 1919
- 1920
- 1921
- 1922
- 1923
- 1924
- 1925
- 1926
- 1927

Cet article présente les faits marquants de l'année 1923 en Norvège ou relatifs à la Norvège.

## Gouvernance
- Haakon VII est roi de Norvège.
- Otto Blehr dirige le Gouvernement Blehr II jusqu'au 23 mats puis Otto Bahr Halvorsen forme le gouvernement Halvorsen II qui tient jusqu'au 23 mai, ensuite Abraham Berge dirige le Gouvernement Berge .

## Événements
- Fondation du Parti communiste norvégien[1].
- 9 décembre : avec la Norvège, l’Allemagne, la Belgique, le Brésil, l’Empire britannique (avec la Nouvelle-Zélande, et l’Inde), la Bulgarie, le Chili, le Danemark, l’Espagne, l’Estonie, la Grèce, la Hongrie, l’Italie, le Japon, la Lithuanie[2], les Pays‑Bas, le Salvador, le Royaume des Serbes, Croates et Slovènes, le Siam, la Suède, la Suisse, la Tchécoslovaquie et l’Uruguay signent la Convention sur le régime international des ports maritimes qui garantit « dans les ports maritimes placés sous leur souveraineté ou autorité et pour les besoins du commerce international l’égalité de traitement entre les navires de tous les Etats contractants, leurs marchandises et leurs passagers »[3].

## Sport
- Le championnat d'Europe de patinage artistique 1923  a lieu à Christiania[4] en Norvège.
- Les championnats du monde de patinage artistique 1923 ont lieu le 21 janvier 1923 à Christiania[4] en Norvège pour les Couples, et du 27 au 28 janvier 1923 à la patinoire extérieure de Vienne en Autriche pour les Messieurs et les Dames.
- Inauguration du stade de football Skagerak Arena[5].

## Naissances
- Naissance en Norvège en 1923

## Décès
- Décès en Norvège en 1923